# Pittore di Midia
Pittore di Midia o Pittore di Meidias (fl. 420 a.C. / 390 a.C.) è il nome convenzionale assegnato ad un ceramografo attico attivo ad Atene.

## Stile e opere
Il nome convenzionale che gli è stato attribuito deriva dalla firma del ceramista che modellò l'hydria oggi conservata presso il British Museum di Londra. L'iscrizione fu letta nel XIX secolo da Eduard Gerhard, che identificò nella scena raffigurata il ratto delle Leucippidi. Il vaso fece parte della collezione di sir William Hamilton e compare nel suo ritratto del 1777, dipinto da Joshua Reynolds.

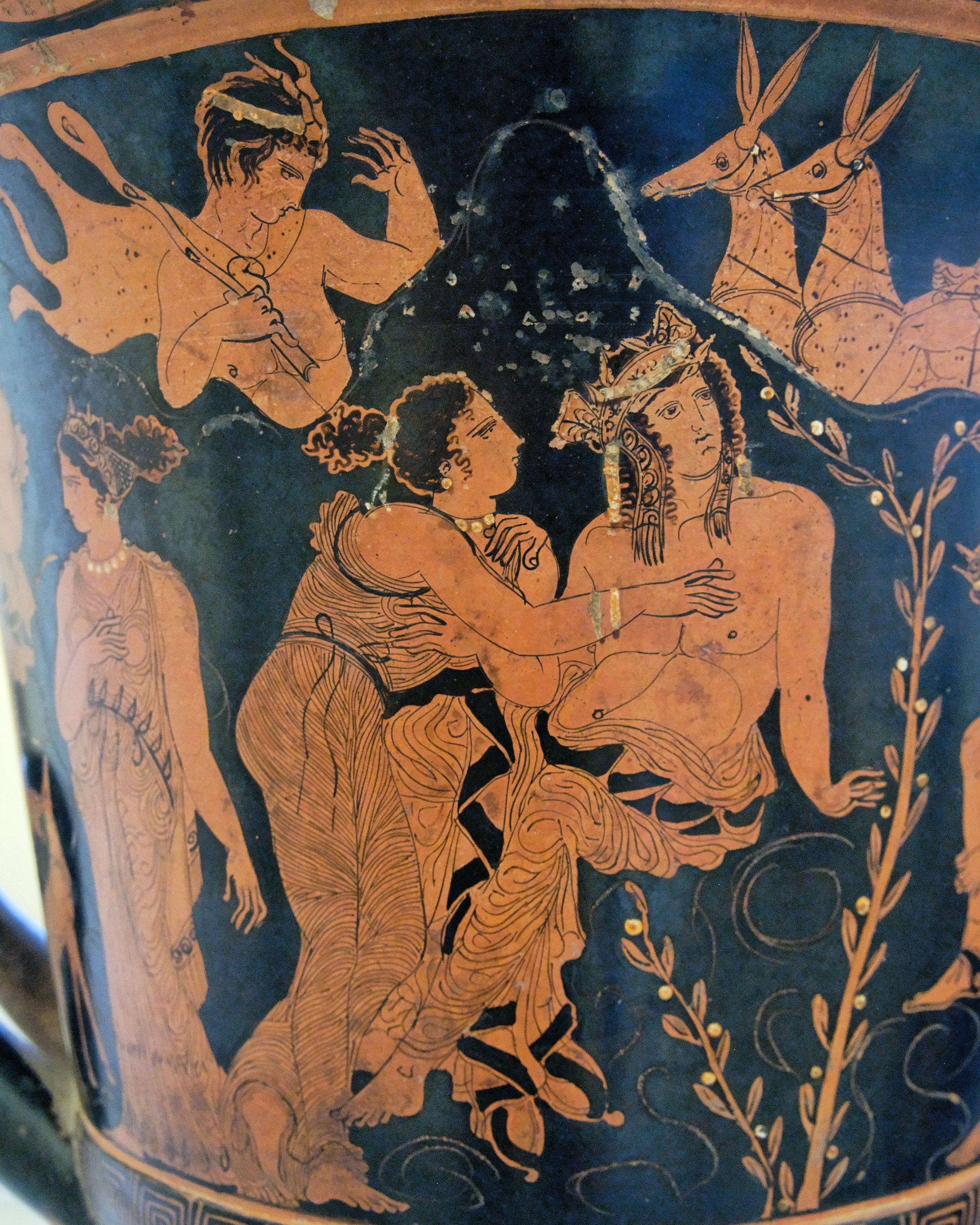
Faone e Afrodite, particolare di Cratere a calice del Museo archeologico regionale di Palermo.

Al Pittore di Midia sono attribuiti circa 25 vasi, dipinti in alcuni casi in coppia, soprattutto idrie o vasi di medie dimensioni. Se il numero delle opere attribuite non è elevato, la quantità delle opere dichiarate da John Beazley come "submidiache" o "di maniera" è sufficiente a valutare l'influenza che il Pittore di Midia dovette avere sui suoi contemporanei o immediati successori. La sua scuola comprese almeno 9 distinte personalità o gruppi, seguaci del cosiddetto "stile ornato" che egli aveva inaugurato.
Raffigurava scene dai miti di Afrodite, Eros e Dioniso e miti rari, come quello della nascita di Erittonio, oppure scene di vita femminile quotidiana. Le sue figure presentano profili allungati e forme arrotondate; l'artista inoltre presta sempre particolare attenzione alle decorazioni degli abiti, alle capigliature, ai particolari dei gioielli, spesso evidenziati dalla doratura e dalla policromia.
Nelle sue composizioni le piccole figure derivate dal pittore di Eretria, del quale fu forse allievo, si inseriscono in spazi più ampi secondo lo stile della scuola polignotea, ma egli non raggiunse la composizione spaziale o le capacità disegnative dei suoi modelli.